# Sulfierung
Eine Sulfierung ist in der synthetischen Chemie die Einführung einer SO3H-Gruppe in irgendeiner Form, d. h. entweder als Sulfatierung oder als Sulfonierung. Bei der Sulfatierung wird die Sulfonsäuregruppe an einem Sauerstoffatom unter Bildung eines Schwefelsäurehalbesters eingeführt, während der Sulfonierung die SO3-Gruppe an ein aliphatisches oder aromatisches Kohlenstoffaton unter Bildung einer Sulfonsäure gebunden wird.
Als Sulfiermittel werden Schwefelsäure, Oleum, Chlorsulfonsäure, Sulfamidsäure oder gasförmiges Schwefeltrioxid verwendet.